# Dicionário Cravo Albin da Música popular Brasileira
El Dicionário Cravo Albin da Música popular Brasileira (Diccionari Cravo Albin de la música popular brasilera) és un lloc web no comercial mantingut per l'Institut Cultural Cravo Albin. El seu objectiu és recollir informació sobre artistes, músics i grups musicals de música popular brasilera (MPB). La versió en línia del diccionari té més de 12.000 entrades i continua rebent fonts d'informació d'arreu del Brasil i de l'estranger, actualitzant i ampliant així el lloc.

## Història
L'any 1995, la Pontifícia Universidade Católica do Rio de Janeiro (Universitat Pontifícia Catòlica de Rio de Janeiro, PUC-Rio) va iniciar el projecte a través del Departament de Lletres, iniciat juntament amb Livraria Francisco Alves Editora amb el suport tècnic de Tecnologies de la Informació i Enginyeria de Sistemes (IES). L'any 1999, el Ministeri de Cultura va reprendre el projecte Diccionari a través de la Fundació Biblioteca Nacional. L'any 2001, la Fundació de Suport a la Recerca de l'Estat de Rio de Janeiro (FAPERJ) va col·laborar amb el projecte. L'any 2002, Brasil Telecom va fer que el projecte aparegués al premi iBest.
Una versió física del diccionari del 2006 de l'Editora Paracatu, anomenada Dicionário Houaiss Ilustrado – Música Popular Brasileira, contenia informació sobre 5.322 autors, intèrprets, grups, associacions, blocs i estils de la música brasilera, i la discografia de 1.953 músics i grups musicals.